# Выборы губернатора Забайкальского края (2013)
Выборы губернатора Забайкальского края состоялись в Забайкальском крае 8 сентября 2013 года в единый день голосования. Также прямые выборы губернаторов прошли ещё в семи субъектах Российской Федерации.
На 1 января 2013 года в Забайкальском крае было зарегистрировано 822 277 избирателей.
В Забайкальском крае в единый день голосования 8 сентября 2013 года кроме выборов губернатора прошли также выборы депутатов Законодательного собрания Забайкальского края второго созыва, выборы главы городского округа «Город Петровск-Забайкальский» и глав городских поселений «Город Краснокаменск», «Ксеньевское» (пос. Ксеньевка), «Приаргунское» (пос. Приаргунск), «Букачачинское» (пос. Букачача), а также и глав 27 сельских поселений.
Губернатор Забайкальского края избирается на пять лет.

## Предшествующие события
11 марта 2007 в Читинской области и в Агинском Бурятском автономном округе были проведены референдумы об объединении регионов и образовании нового региона — Забайкальского края. Более 90 процентов принявших участие в референдуме в обоих регионах проголосовали за объединение.
В январе 2008 года президент России Владимир Путин внёс на рассмотрение Читинской областной и Агинской Бурятской окружной дум кандидатуру Равиля Фаритовича для наделения полномочиями первого губернатора Забайкальского края. Гениатулин с 1996 года занимал пост главы Читинской области. 5 февраля кандидатура Гениатулина была утверждена парламентами объединяющихся регионов.
1 марта 2008 года Читинская область и Агинский Бурятский автономный округ объединились в Забайкальский край, а Гениатулин вступил в должность губернатора Забайкальского края сроком на 5 лет.
В июне 2012 года депутаты Заксобрания Забайкальского края приняли закон «О выборах Губернатора Забайкальского края».
В феврале 2013 года истёк срок губернаторских полномочий Равиля Гениатулина. 28 февраля президент России Владимир Путин назначил временно исполняющим обязанности губернатора края Константина Ильковского (Справедливая Россия) до вступления в должность лица, избранного губернатором Забайкальского края.
Выдвигаются кандидаты в Губернаторы исключительно политическими партиями, самовыдвижение законом не предусмотрено.

## Поддержка выдвижения кандидата (муниципальный фильтр)
Для регистрации кандидата в крайизбиркоме ему необходимо будет собрать в свою поддержку не менее 8% подписей депутатов представительных органов и (или) выборных глав муниципалитетов края. При этом кандидата должны поддержать не менее чем в трёх четвертях муниципалитетов. В 2013 году общее количество необходимых подписей составляло от 346 до 363, из них от 48 до 50 — подписи депутатов районов и городских округов и глав районов и городских округов.

## Кандидаты
Кандидатов на выборах губернатора Забайкальского края выдвинули 6 партий. Зарегистрировано было только четверо.
Каждый из кандидатов при регистрации должен представил список из трёх человек, один из которых, в случае избрания кандидата губернатором, станет сенатором в Совете Федерации от правительства региона. Новый порядок формирования Совета Федерации вступил в силу в декабре 2012 года.
| Кандидат              | Должность (на момент выдвижения)                                 | Партия                  | Статус                                                                     |
| --------------------- | ---------------------------------------------------------------- | ----------------------- | -------------------------------------------------------------------------- |
| Руслан Балагур        | заместитель генерального директора ООО «Ириса»                   | Гражданская сила        | зарегистрирован                                                            |
| Константин Ильковский | временно исполняющий обязанности губернатора Забайкальского края | Справедливая Россия     | зарегистрирован                                                            |
| Алексей Кошелев       | президент Забайкальской финансово-промышленной группы            | Гражданская платформа   | отказано в регистрации, так как кандидат не преодолел муниципальный фильтр |
| Василина Кулиева      | помощник депутата Госдумы А. Н. Диденко                          | ЛДПР                    | зарегистрирована                                                           |
| Николай Мерзликин     | генеральный директор ООО «ГРК „Быстринское“»                     | КПРФ                    | зарегистрирован                                                            |
| Сергей Пельменёв      | генеральный директор ООО «Недра»                                 | Партия ветеранов России | отказано в регистрации, так как кандидат не преодолел муниципальный фильтр |

## Прогнозы и аналитика
| Опрос                                    | Ильковский | Мерзликин | Кулиева | Балагур | Не пойдут на выборы | Испортят бюллетень | Затруднились ответить | Погрешность |
| ---------------------------------------- | ---------- | --------- | ------- | ------- | ------------------- | ------------------ | --------------------- | ----------- |
| ЗабГУ, 29 июля 2013                      | 34,4 %     | 3,6 %     | 1,9 %   | 0,4 %   | 9,3 %               | 2,7 %              | 35,3 %                |             |
| ЗабГУ, 27 июня 2013 (недоступная ссылка) | 31,4 %     | 1,1 %     | 1,2 %   | -       | 11,0 %              | -                  | 33,5 %                |             |
| ЗабГУ, 31 мая 2013 (недоступная ссылка)  | 38,2 %     | 2,2 %     | 1,9 %   | -       | 9,1 %               | -                  | 38,9 %                |             |

| Экзит-полл | Ильковский | Мерзликин | Кулиева | Балагур | Испортят бюллетень |
| ---------- | ---------- | --------- | ------- | ------- | ------------------ |
| ЗабГУ      | 73,9 %     | 11,3 %    | 9,1 %   | 1,7 %   | 4,0 %              |

## Итоги выборов
В выборах в приняли участие 274 243 человека, таким образом явка избирателей составила 33,24%.
| Явка избирателей                                      | Явка избирателей                                      | Явка избирателей | Явка избирателей |
| ----------------------------------------------------- | ----------------------------------------------------- | ---------------- | ---------------- |
| Число избирателей, включённых в список избирателей    | Число избирателей, включённых в список избирателей    | 825 082          | 100 %            |
| Из них приняли участие в выборах (выдано бюллетеней)  | Из них приняли участие в выборах (выдано бюллетеней)  | 274 243          | 33,24 %          |
| Процент испорченных бюллетеней                        |                                                       |                  |                  |
| Приняли участие в голосовании (возвращёно бюллетеней) | Приняли участие в голосовании (возвращёно бюллетеней) | 273 835          | 100 %            |
| Из них действительных бюллетеней                      | Из них действительных бюллетеней                      | 263 604          | 96,26 %          |
| Из них недействительных бюллетеней                    | Из них недействительных бюллетеней                    | 10 231           | 3,74 %           |
| Распределение голосов:                                |                                                       |                  |                  |
| 1.                                                    | Константин Ильковский                                 | 196 156          | 71,63 %          |
| 2.                                                    | Николай Мерзликин                                     | 32 141           | 11,74 %          |
| 3.                                                    | Василина Кулиева                                      | 27 733           | 10,13 %          |
| 4.                                                    | Руслан Балагур                                        | 7 574            | 2,77 %           |
| Число действительных (учтённых) бюллетеней            | Число действительных (учтённых) бюллетеней            | 263 604          | 100 %            |